# Alessandro Nesta
Alessandro Nesta, född 19 mars 1976 i Rom, är en italiensk före detta försvarsspelare i fotboll. Efter spelarkarriären har han verkat som tränare.

## Karriär
Nesta slog igenom tidigt och spelade redan 1998 sitt första VM-slutspel som hölls i Frankrike. Han spelade länge i SS Lazio men gick under 2002 till AC Milan under stora protester från fansen. Han har vunnit ligan med båda klubbarna och har dessutom två Champions League-segrar från 2003 och 2007 med Milan. 
I landslaget var Nesta i hög grad delaktig då Italien tog silver i Europamästerskapet i fotboll 2000 och när de vann VM 2006 i Tyskland. I det sistnämnda spelade dock Nesta endast gruppspelet efter att ha erhållit en skada mot Tjeckien och ersattes av Marco Materazzi.
I slutet av juni 2012 skrev Nesta på ett ett-årskontrakt med den kanadensiska fotbollsklubben Impact de Montréal, som sedan 2012 spelar i MLS. Den 20 oktober 2013 tillkännagav Nesta slutet på sin karriär som fotbollsspelare.

## Meriter
- VM-slutspel: 1998, 2002, 2006 (guld)
- EM-slutspel: 2000, 2004

- Champions League: 2003, 2007
- Cupvinnarcupen:  1999
- Serie A: 2000, 2004, 2011
- Supercoppa italiana: 2011

## Klubbar
- AC Milan
- SS Lazio